# Janička z Arku
Janička z Arku (v originále Jeanne) je francouzský hraný film z roku 2019, který režíroval Bruno Dumont. Jedná se o adaptaci druhé a třetí části divadelní hry Jana z Arku (1897) od Charlese Péguye. Film byl uveden dne 18. května 2019 na filmovém festivalu v Cannes v sekci Un certain regard.

## Děj
V letech 1429-1431 probíhají bitvy kolem Paříže. Následuje zajetí a soud s Janou z Arku.

## Obsazení
| Lise Leplat Prudhomme  | Jana z Arku             |
| Fabrice Luchini        | Karel VII.              |
| Benoît Robail          | Regnault de Chartres    |
| Alain Desjacques       | Raoul de Gaucourt       |
| Julien Manier          | Gilles de Rais          |
| Benjamin Demassieux    | Jan II. z Alençonu      |
| Marc Parmentier        | Jan II. z Montmorency   |
| Yves Baudelle          | Jean Pasquerel          |
| Joël Carion            | Jean Beaupère           |
| Daniel Dienne          | Thomas de Courcelles    |
| Jean-François Causeret | Petr Cauchon            |
| Antoine Douchet        | Jean Le Maistre         |
| Christophe             | soudce Guillaume Évrard |

## Ocenění
- Filmový festival v Cannes: Zvláštní uznání poroty v sekci Un certain regard
- Cena Louise Delluca
- César: nominace v kategorii nejlepší kostýmy (Alexandra Charles)